# Хабігандж – Ашугандж
Хабігандж – Ашугандж – газопровід у Бангладеш, споруджений на першому етапі розвитку газовидобувної промисловості цієї країни. 
Ще наприкінці 1950-х узялись за розробку родовищ на північному сході Бангладеш, де проклали кілька газопроводів місцевого значення (Чхатак – Чхатацький цементний завод, Сілхет – Фенчугандж). У 1968-му почали видобуток на черговому родовищі Хабігандж, ресурс з якого подали до зведеної поруч ТЕС Шахджибазар по перемичці діаметром 200 мм та довжиною лише 2,5 км. 
Втім, запаси Хабіганджу дозволяли залучити його до інших проєктів, тому в 1981 році ввели в експлуатацію трубопровід довжиною 58 км та діаметром 300 мм до району Ашугандж. Він мав транспортувати 3,4 млн м3 на добу, з яких 1,4 млн м3 призначались для заводу азотних добрив у Ашуганджі, а інші мали передаватись до газотранспортної інфраструктури, створеної раніше для обслуговування родовища Тітас (трубопровід Тітас – Дакка).
Можливо відзначити, що в 1990-х роках почався розвиток значно потужнішого газотранспортного коридору Кайлаштіла – Ашугандж, по якому транспортується ресурс із цілого ряду родовищ північного сходу Бангладеш. Траса цього коридору проходить повз Хабігандж та сполучена перемичкою із ТЕС Шахджибазар, а отже і з трубопроводом Хабігандж – Ашугандж.